# Crise migratoire à Melilla en 2022
La crise migratoire à Melilla en 2022 aussi appelée le Drame de Melilla fait suite à la tentative de traversée illégale de la frontière entre le Maroc et l'Espagne le 24 juin 2022 par près de 2 000 migrants. Une trentaine d'entre eux meurent dans la bousculade et du fait de ce que l’ONU a qualifié d'« usage excessif de la force » contre des migrants. L’événement se produit un an après un drame similaire à Ceuta. En décembre 2022, l'enquête des autorités espagnoles est classée sans suite.

## Contexte
Le drame s'inscrit dans une longue suite d'événements tragiques qui a comme lieu les enclaves espagnoles de Ceuta et Melilla. Dans le référent collectif on compte aussi la tragédie du Tarajal de 2014 à Ceuta. La situation actuelle aux enclaves espagnoles, comme aux îles grecques ou italiennes, fait resurgir toutes les contradictions de la politique migratoire de l'Union européenne.

## Déroulement

### Drame
L'incident s'est produit le matin du 24 juin de 2022 à Melilla, quand environ 2 000 migrants en provenance du Maroc, majoritairement des Soudanais fuyant le conflit au Darfour, ont tenté d'attaquer et de franchir la barrière frontalière de Melilla, qui sépare l'enclave espagnole du nord de l'Afrique au royaume du Maroc,,.
Les forces de sécurité des deux pays tentent de disperser la foule mais engagent de violents combats avec les migrants pendant deux heures. Des responsables espagnols et marocains ont déclaré que leurs gardes-frontières avaient été agressés avec des armes par des migrants et avaient dû riposter en état de légitime défense. Selon les autorités, les migrants en fuite se sont piétinés, provoquant une bousculade humaine et tuant plusieurs personnes. Plusieurs autres migrants sont tombés de la clôture sur le sol. Au moins 18 migrants ont été tués, dont cinq sont morts lors de la tentative de traversée et treize sont morts des suites de leurs blessures à l'hôpital.

### Bilan
Une trentaine de migrants meurent « dans des bousculades et en chutant de la clôture de fer », selon les autorités marocaines,. Celles-ci estiment que le bilan des victimes s'élève à 23 migrants et 2 gendarmes morts ainsi qu'à 76 migrants et 140 gendarmes blessés,.
Par contre, les organisations non gouvernementales présentes sur le territoire estiment qu'au moins 37 migrants sont morts. Ces mêmes organisations réclament des enquêtes pour déterminer s'il y a eu un usage disproportionné de la force par les forces de police marocaines,.
133 migrants réussissent à entrer à Melilla et sont placés en centre de rétention.

## Réactions

### Autorités du Maroc
Selon les autorités marocaines, les victimes ont péri à la suite de bousculades et de chutes en tentant d'outrepasser la barrière séparant l'enclave de Melilla du territoire marocain, cet assaut fut marqué "par l’usage de méthodes très violentes de la part des migrants".

### Autorités de l'Espagne
Le Président du gouvernement espagnol Pedro Sánchez a déclaré que l'incident était une « agression violente et bien organisée » par des groupes criminels organisés et a remercié les forces de sécurité espagnoles et marocaines pour leurs actions.
Le parti Unidas Podemos et plusieurs formations politiques soutenant le gouvernement, telles que la Gauche républicaine de Catalogne, EH Bildu et le Bloc nationaliste galicien ont demandé au Parlement la constitution d’une commission d’enquête sur ces évènements. Le député Enrique Santiago a déclaré qu'« il n’y a aucun doute que la bousculade qui a provoqué les morts et les blessés les plus graves a eu lieu dans une zone sous contrôle de l’autorité espagnole », soulignant notamment l’importance de « déterminer pourquoi il n’y a pas eu de soins médicaux durant les deux ou trois heures suivantes, durant lesquelles il aurait été possible de sauver des vies ».

### Presse
Ces événements ont été peu relayés par les chaines de télévision et de radio ainsi que par la presse écrite. En revanche, les réseaux sociaux se sont enflammés de vidéos et photographies de plusieurs migrants inconscients, blessés, entassés ou morts. Officiellement en situation de garde à vue, les images sont fort troublantes,,.
La BBC début novembre 2022 un documentaire contredisant la version du gouvernement espagnol, selon laquelle il n’y a eu aucun mort du côté espagnol. La Garde civile espagnole se serait ainsi abstenue de porter secours à des personnes en danger, les laissant étouffer contre le bâtiment, fermé, des douanes. D'autre part, des corps se trouvant sur son territoire auraient été transférés du côté marocain.

### Association marocaine des droits de l'homme, ONU
L'Association marocaine des droits de l'homme a accusé les autorités marocaines de tenter de dissimuler les décès, notant que six jours après la tragédie, aucune autopsie n'avait été pratiquée et qu'aucun effort n'avait été fait pour identifier les personnes tuées. L’ONU dénonce « un usage excessif de la force » contre des migrants, et Amnesty qualifie le drame de « tuerie de masse » et accuse le Maroc et l'Espagne de « couvrir leurs meurtres » en « dissimulant » la vérité.

### Suites judiciaires
La justice marocaine poursuit 65 migrants, principalement Soudanais, pour avoir participé à la tentative de passage. Le 19 juillet, trente-trois hommes sont condamnés à onze mois de prison.
L’enquête ouverte par la justice espagnole est classée sans suite en décembre 2022, faute d’éléments contre les forces de l’ordre espagnoles.